# 이오니아해
이오니아해(-海; 그리스어: Ιόνιο Πέλαγος, 이탈리아어: Mare Ionio, 알바니아어: Deti Jon)는 아드리아해 남쪽에 있는 지중해의 만이다. 서쪽으로 이탈리아 남부의 칼라브리아주와 시칠리아섬, 동쪽으로 알바니아의 남부와 그리스와 접해 있다.